# Ernie Royal
Ernie Royal (6. února 1921 Los Angeles – 16. března 1983 New York) byl americký jazzový trumpetista, mladší bratr saxofonisty Marshalla Royala. Svou kariéru zahájil v roce 1939 jako člen orchestru Lese Hitea. V druhé polovině padesátých let hrál na třech albech trumpetisty Milese Davise; Miles Ahead (1957), Porgy and Bess (1959) a Sketches of Spain (1960). Spolupracoval s řadou dalších hudebníků, mezi které patří B. B. King, Lalo Schifrin, Charles Mingus, Milt Jackson, Sonny Rollins nebo Gil Evans. Zemřel na rakovinu ve věku 62 let.